# Brian Rodríguez
Paul Brian Rodríguez Bravo (Tranqueras, 20 de maio de 2000) é um futebolista uruguaio que atua como Ponta-esquerda pelo América do México, e pela Seleção Uruguaia.

## Carreira

### Penãrol
Brian estreou profissionalmente pelo Peñarol em 27 de março de 2018, em um empate por 1–1 contra o Danubio válido pela Apertura do Campeonato Uruguaio de 2018. Seu primeiro gol oficial só viria a ocorrer no quinto mês de 2018, quando, no Intermedio, estufou as redes do Boston River. Com as demais vitórias do time na época, a equipe conseguiu conquistar o 50º título do Campeonato ao vencerem o Nacional na decisão.
Em 2019, o atacante perdeu o título da Supercopa do Uruguai, mas conseguiu aprimorar o seu estilo de jogo e chamar a atenção de outros times ao redor do Mundo.
Posteriormente continuou suas performances no clube formador e destacou-se em demasiado pela equipe, chegando a atuar junto de Darwin Núñez ao longo da época. Apesar de ter balançado as redes apenas três vezes em sua passagem, conseguiu demonstrar muita qualidade em seus passes e teve o triplo em assistências (sendo um terço delas na Libertadores de 2019, e uma a mais na Sul-Americana do mesmo ano, dessa vez diante o Fluminense) em 26 jogos. Com isso, o destaque uruguaio chamou a atenção de equipes da MLS e deixou o Peñarol em 2019 tornando-se a venda mais cara da história do clube – 11,5 milhões de dólares.

### Los Angeles

#### 2019
Em 7 de agosto de 2019 o jogador foi contratado como jogador designado do Los Angeles FC.
Nos Estados Unidos, o jogador tivera uma passagem inicial mais discreta. Ele disputara a Major League Soccer de 2019 e viu a equipe vencer o troféu da Supporters' Shield – título dado ao clube que mais marcou pontos na temporada regular. Todavia, não fizera nenhum gol nesse percurso. Novamente sem balançar as redes, ele viu o clube rumar à final da Conferência Oeste, mas lá foram derrotados pelo Seattle Sounders por 3–1.

#### 2020
Em 2020, no entanto, o jogador tivera uma melhora em relação aos seus números. Pela Major League Soccer, o jogador marcou três gols e distribuiu outras sete assistências – três a menos que os líderes nesse quesito. Tal desempenho fizera que o jogador ocupasse a 50ª posição no Top 50 MLS Players de 2020.
A maior parte de suas participações em gols ocorreu na competição MLS Is Back, um torneio criado após a pausa do Campeonato por conta da Pandemia de COVID-19 nos Estados Unidos. Lá o jogador foi essencial na campanha que levou o clube às quartas de final, tendo como principal jogo o embate contra o LA Galaxy – onde deu duas assistências na goleada por 6–2 favorável ao seu time. A equipe foi eliminada nas penalidades ao Orlando City e Brian acertou sua cobrança.
A equipe chegou novamente aos play-offs da MLS, mas foi eliminada na primeira partida que disputou. Brian não entrou em campo por ter contraído a COVID-19. Em dezembro, o atleta retornou aos gramados para disputar a Liga dos Campeões da CONCACAF de 2020. O jogador contemplou o time eliminar os adversários até chegar à final. Brian não participou de gols na campanha e os mexicanos do Tigres UANL se sagraram campeões da temporada.

### UD Almería (empréstimo)
No dia primeiro de fevereiro de 2021, em um movimento feito no último momento da janela de transferências, o Unión Deportiva Almería assinou um contrato de empréstimo com Brian Rodríguez com opção de compra ao fim da temporada.
O clube estava ocupando a zona de classificação para La Liga naquela época de Segunda Divisão Espanhola. Contudo, a passagem do uruguaio na Europa não foi positiva. Em 16 partidas, o atacante fizera somente uma assistência e deixou o time ao fim da época sem o desejado acesso – ao qual não participou dos jogos de semifinal, fase onde a equipe abdicou do sonho de ascender à Elite.

### Los Angeles FC (retorno)
Ao retornar aos Estados Unidos, o jogador tivera uma época discreta. Ele marcou quatro gols e deu duas assistências em 15 partidas jogadas e passou a ser assediado por outras equipes já na época seguinte. Nesse mesmo ano, o jogador conseguiu fazer um belo gol, onde  driblou três jogadores, sendo dois dentro da Grande Área, e chutou fortemente para cima, fazendo a bola estufar a rede superior, sem chance para o goleiro do LA Galaxy defender. O gol foi marcado aos 58 do segundo tempo e garantiu momentaneamente a vitória do seu clube por 2–1. Futuramente, ele viria a fazer um doblete, mas a partida terminou empatada em 3–3. Seu primeiro tento foi um dos grandes destaques daquele momento de competição e recebera o prêmio de Gol da Semana da MLS.
Em 2022, na metade do ano, o clube Norte-Americano rejeitou uma proposta do Flamengo pelo seu atacante. Futuramente, após marcar apenas dois gols e três assistências em 14 partidas de MLS, o Los Angeles FC aceitou uma oferta de quase 6 milhões de euros pelo atleta.
A saída de Brian permitiu que o clube conseguisse contratasse outros jogadores. No fim de 2022, após contratarem Cristian Tello dois dias depois da saída do uruguaio, e com o crescente destaque do galês, contratado em junho, Gareth Bale, a equipe conseguiu conquistar três títulos: a Supporters' Shield, a Conferência Oeste e a MLS Cup de 2022.

### América

#### 2022–23
Em 24 de agosto de 2022, Brian rumou ao México para assinar com o América.
Em sua primeira época, Brian conseguiu estar na disputa de diversos títulos, mas não conseguiu conquistar seus troféus. Ele estreou na reta final da Apertura, mas foi ativamente participativo, e tendo também feito seus dois primeiros tentos, na fase final dessa competição ao estufar as redes do Puebla nos dois jogos das quartas de final. Mas o América foi eliminado na fase seguinte pelo Toluca.
No restante da temporada, mesmo tendo uma baixa minutagem regularmente, Brian viria a fazer um gol no clube que os eliminara na semifinal e novamente teria a oportunidade de disputar a conquista de um título, dessa vez na Clausura, mas fizera somente a partida de volta das quartas de final – onde fizera o tento que eliminou o San Luis. Posteriormente, sem o atacante uruguaio em campo, o clube foi eliminado na fase posterior.

#### 2023–24

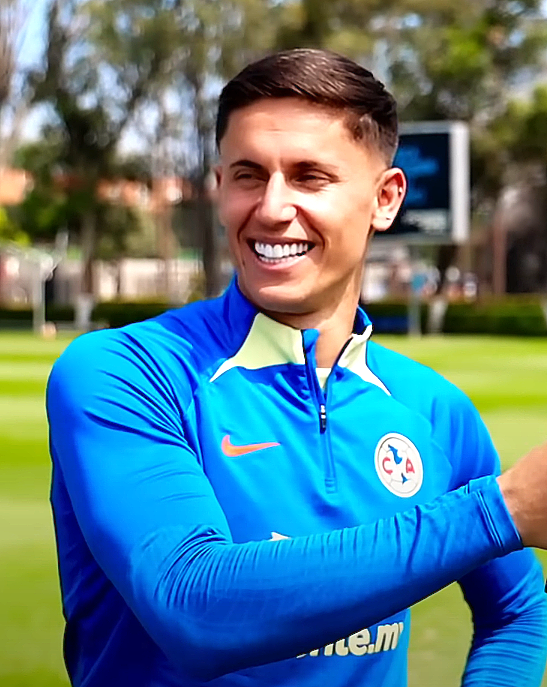
Brian em outubro de 2023 pelo América.

Jogando pela primeira vez a temporada inteira, Rodríguez tivera uma melhora em seu rendimento individual. Na primeira fase do Campeonato, o atacante participou de cinco gols nas sete primeiras rodadas, sendo de tais participações quatro gols. Após esse início prolífico, o jogador não mais fizera nenhum movimento que levasse a diretamente um gol e acabou por se lesionar na reta final do ano de 2023. Assim, deixou de estar no plantel nos jogos decisivos da Apertura e viu a equipe vencer o troféu em ele em campo.
Retornando de lesão, Brian teve um desempenho mais discreto durante o torneio Clausura. Fazendo somente um gol, ele novamente ficou de fora da decisão e contemplou o segundo título do América na temporada.
Pela primeira vez desde que chegou, o jogador tivera a chance de disputar uma decisão. Após ficar de fora do título da Supercopa MX, Brian disputou 61 minutos da Campeones Cup de 2024, contra o Columbus Crew. A partida terminou 1–1 e Brian foi substituído no decorrer do segundo tempo. Nas penalidades, os mexicanos superaram a equipe vencedora da MLS Cup de 2023 e se sagraram campeões.
Em outras competições de 2024, Brian tivera participações em gols em poucas partidas. Pela Copa dos Campeões da CONCACAF de 2024, apesar do América chegar na semifinal, o atacante só participou diretamente de gols nos dois jogos das quartas de final diante o New England Revolution. Fazendo apenas sete minutos no jogo de ida, Rodríguez marcou um gol nos acréscimos, após passe de Diego Valdés, e fechou a goleada por 4–0. No jogo que se seguiu, deu uma assistência para Álex Zendejas pouco antes de converter um pênalti e fazer o último tento dos mexicanos na nova vitória por 5–2.
O uruguaio também fizera uma boa partida na Leagues Cup de 2024. Após passar em branco na partida de estreia, Brian foi essencial na goleada por 4–2 diante o St. Louis City. Ele abriu o placar, mas o time adversário virou o jogo no decorrer do segundo tempo. Posteriormente, Valdés empatou e Rodríguez novamente converteu sua penalidade deixando a equipe do México à frente no placar aos 86 minutos. Assim que Rodrigo Aguirre fechou a goleada, o time avançou às quartas de final e lá foram eliminados pelo Colorado Rapids.

#### 2024–25
Brian iniciou uma temporada que parecia incerta a ele. O jogador já possuía o desejo de outras equipes de contratá-lo, mas nunca houve um acerto definitivo pela sua saída. Após não conseguir nenhum acordo, o atleta estreou na temporada apenas na 5ª rodada da Apertura da Liga MX, tendo feito no jogo seguinte o seu primeiro gol. Ao longo dessa primeira fase, ele foi uma peça muito utilizada pelo treinador André Jardine em 11 partidas participar diretamente de sete gols, sendo quatro tentos e três assistências.
Em sua estreia na fase final da Apertura, o jogador novamente estufou as redes adversárias, empatando o jogo em 1–1 contra o Club Tijuana. Após um empate em 2–2, os times direcionaram-se às penalidades e Brian converteu sua cobrança. Ao fim das cobranças, o América conquistou a classificação. Na partida posterior, válida pela ida das quartas de final contra o Toluca, Brian foi essencial para garantir a vitória. Mesmo não marcando gols, deu duas assistências para o doblete de Rodrigo Aguirre marcar os únicos gols do jogo. Ao fim, o atacante novamente deixou de participar diretamente dos tentos de seus companheiros e foi novamente um suplente não utilizado na decisão. Apesar de sua ausência, ele viu seu time novamente conquistar o prêmio ao vencer o Monterrey.
Ao fim da primeira metade, e a virada de ano para 2025, Brian passou novamente a cogitar sua saída do Futebol Mexicano. Já nos últimos meses de 2024, o jogador foi fortemente vinculado ao Brasil, tendo sido sondado por diferentes equipes do país. Contudo, uma acusação de violação sexual e abuso de confiança impediam as equipes de avançarem em negócios pelo atacante, este que afirmava a própria inocência.

## Seleção

#### Uruguai Sub-20
Brian foi um jogador frequente nas Seleções de Base do Uruguai. Com a equipe Sub-20, o jogador chegou a participar da Copa do Mundo da Categoria em 2019, e lá estreou marcando um gol contra a Noruega. Posteriormente fizera seu último tento, ainda na Fase de Grupos, contra a Nova Zelândia e viu sua Seleção ser eliminada nas oitavas pelo Equador.

### Uruguai
Após sair da Copa do Mundo Sub-19, o jogador, em setembro de 2019, tivera sua primeira convocação ao Uruguai. Ele tivera um começo meteórico na equipe de Óscar Tabárez. O atleta estreou em um amistoso contra a Costa Rica e já no segundo jogo, contra os Estados Unidos, marcou o seu primeiro gol. Um mês depois, na terceira vez que vestiu a camisa azulada, novamente balançou as redes contra o Peru. Em sua quinta partida, fizera novamente a alegria dos uruguaios ao vencer o goleiro da Hungria e garantir mais um tento.
O sucesso do jovem jogador fez com que ele disputasse as Eliminatórias para Copa de 2022 e a Copa América de 2021. Em ambas as competições, porém, o jogador não conseguiu estufar as redes, tendo sido suplente em todos os jogos do Uruguai na Copa América. A partir disso, passou a não ser convocado pelo novo treinador, Diego Alonso, e ficou de fora da Copa do Mundo de 2022.
Depois do desempenho ruim dos uruguaios na Copa, e a demissão de Diego, Brian retorna ao elenco de sua seleção no sexto mês de 2023, e lá estufa as redes da Nicarágua em um amistoso. Marcelo Bielsa continuou chamando o atacante para participar das Eliminatórias e o convocou à Copa América de 2024 – onde só jogou na vitória sob o Canadá na disputa de Terceiro Lugar.

## Vida Pessoal
Enquanto jogava pelo América, Brian Rodríguez sofreu uma acusação de violação sexual e abuso de confiança de uma mulher de 26 anos. Na ocasião, no México, o jogador convidou a suposta vítima para ambos irem a um imóvel na Cidade do México em maio de 2024, durante o encontro, porém, o jogador permitiu a entrada de mais dois amigos e a mulher teria prontamente recusado.
Após as denúncias, Brian fizera uma publicação em suas redes sociais negando o caso além de afirmar que o seu advogado estava trabalhando para defendê-lo juridicamente. A postagem, no entanto, foi excluída posteriormente. Nesse mesmo ano, o jogador negociava a sua saída do América para rumar ao Brasil e assinar com o Corinthians, mas estas acusações fizeram o presidente do clube paulista, Augusto Melo, recuar. O corintiano afirmou que as negociações só voltariam se o atacante provasse a inocência dele.

## Títulos

#### Peñarol
- Torneio Clausura: 2018
- Campeonato Uruguaio de Futebol: 2018
- Torneio Apertura: 2019

#### Los Angeles FC
- MLS Supporters' Shield: 2019, 2022
- Conferência Oeste: 2022
- MLS Cup: 2022

#### América
- Liga MX: Apertura 2023, Clausura 2024, Apertura 2024
- Campeón de Campeones: 2024
- Campeones Cup: 2024

### Prêmios Individuais
- Top 50 MLS Players: 2020 (50º)
- MLS Team of the Week: 22ª semana de 2021; 14ª Semana de 2022[76]
- MLS Goal of the Week: 22ª Semana de 2021[24]